# Middletown, Rhode Island
Middletown är en kommun (town) i Newport County i delstaten Rhode Island, USA med cirka 17 334 invånare (2000).

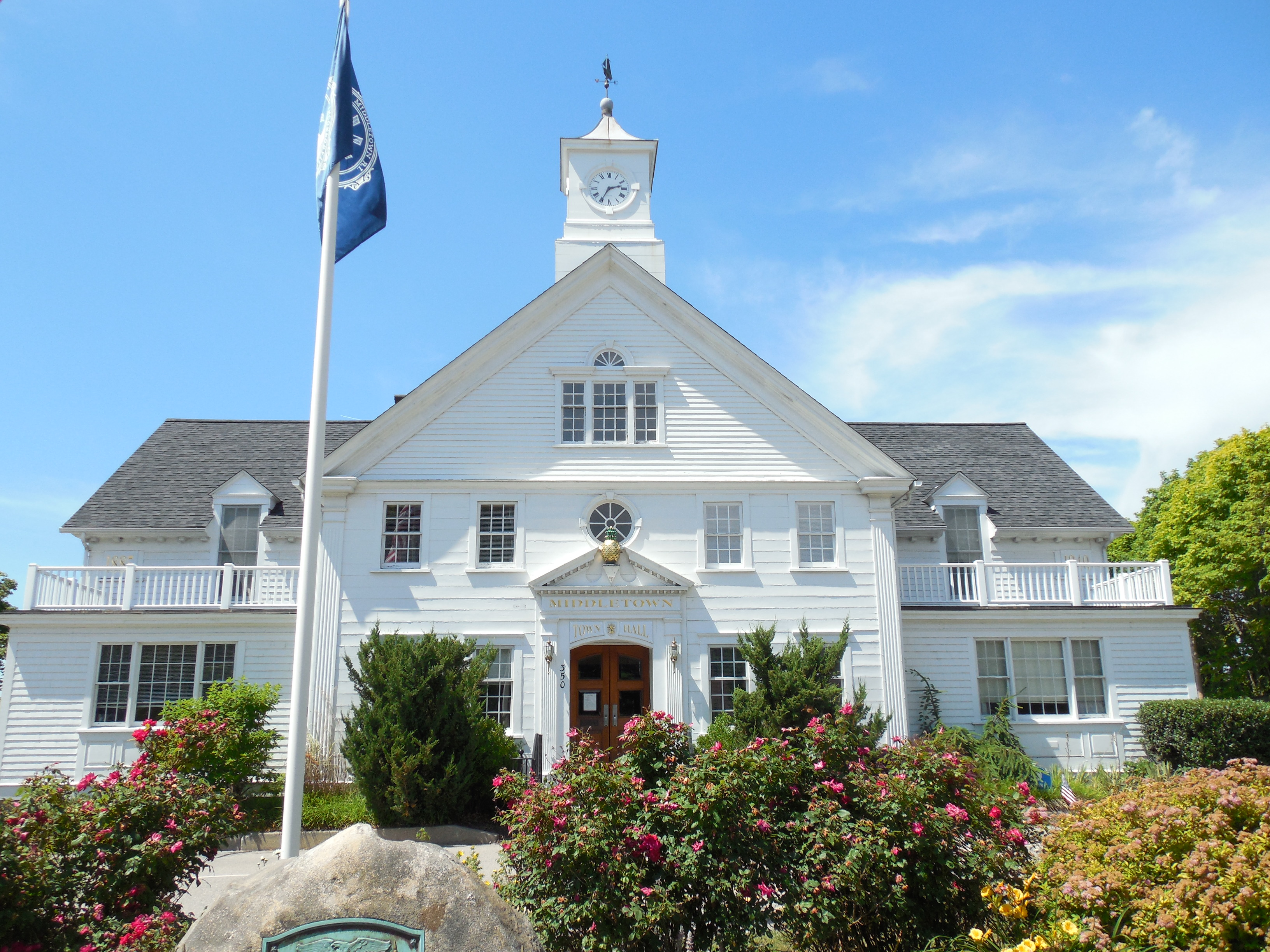
Stadshuset i Middletown.